# عصبون ثنائي القطب
العصبونات ثنائية القطب أو الخلايا ثنائية القطب هي نوع من العصبونات التي يكون لها امتدادان، أحدهما محور عصبي والآخر زائدة شجرية، وتُعتبر العصبونات ثنائية القطب عصبونات متخصصة في نقل المعلومات من الحواس الخاصة. وعلى هذا النحو فهي جزء من المسارات الحسية للشم والبصروالتذوق والسمع والجهاز الدهليزي
تُعتبر الخلية العصبية الثنائية القطب في شبكية العين وعقد العصب الدهليزي القوقعي أحد أشهر الأمثلة على العصبونات ثنائية القطب، وما يتضمنه من استخدام مكثف للعصبونات ثنائية القطب لنقل الإشارات الصادرة (الحركية) للسيطرة على العضلات.

## في شبكية العين
تُعتبر العصبونات ثنائية القطب بالغة الأهمية في كثير من الأحيان، كما في شبكية العين، وذلك لأنها بمثابة مسارات خلوية مباشرة وغير مباشرة على حد سواء. حيث يسمح الموقع المحدد للعصبونات الثنائية القطب بتسهيل مسار الإشارات سواء في منشأها في المستقبلات أو في مسارها حتى تصل إلى خلايا العقدة. كما تٌعتبر العصبونات الثنائية القطب الموجودة في شبكية العين أيضا فريدة من نوعها لأنها لا تطلق إشارات مثل باقي الخلايا الأخرى الموجودة داخل شبكية العين، وبدلاً من ذلك فإن الخلايا ثنائية القطب تحتوي على حقل استقبالي يحيط بها.

## في العصب الدهليزي
توجد العصبونات ثنائية القطب داخل العصب الدهليزي لأنها مسؤولة عن الشعور الحسي الخاص مثل السمع والتوازن واكتشاف الحركة. وتوجد غالبية هذه العصبونات داخل العقدة الدهليزية وتمتد محاورها إلى القريبة والكيس وأمبولات القنوات الهلالية.
- عصبون الشبكية ثنائي القطب
- عصبون بيني
- عصبون متعدد الأقطاب
- عصبون أحادي القطب

### صور
- الرسم البياني في howstuffworks.com